# Lex Ripuaria
De Lex Ripuaria of Ripuarische wet is een Germaans  wetboek uit de zevende eeuw.  

## Overlevering en inhoud
De naam is afkomstig van de Ripuarische Franken, een bondgenootschap van Germaanse stammen die de oostelijke Rijnoever bewoonden.
Van de Lex Ripuaria zijn vijfendertig handschriften overgeleverd. Deze stammen uit de tijd van Karel de Grote, waardoor een precieze datering onmogelijk is. Men vermoedt dat de Lex Ripuaria omstreeks 630 op schrift werd gesteld in Keulen, tijdens de regeerperiode van koning Dagobert I (r. 629-639). Een eerder wetboek, de Lex Salica, fungeerde als basis voor de Lex Ripuaria. Zo werden sommige delen letterlijk gekopieerd. Niet alle delen van de Lex Ripuaria zijn even oud.
Zowel inhoudelijk als chronologisch is er een duidelijke driedeling in de Lex Ripuaria:
- Deel I (Hoofdstuk 1 tot en met 31):

Dit deel bevat o.a. de hoogte van het vastgestelde weergeld en de boetes die golden voor het mishandelen en doden van vrije en onvrije mensen. Ook de regels met betrekking tot roof staan in dit eerste deel.
Er zijn slechts enkele overeenkomstige passages met de Lex Salica.
Totstandkoming onder Theuderik I (r. 511-533).
- Deel II (Hoofdstuk 32 tot en met 56):

Dit deel bevat regels over de aanklacht, het proces en de strafmaat voor een bepaalde misdaad. Ook situaties als het niet komen opdagen van de verdachte worden behandeld. Er staan ook de verantwoordelijkheden in die een heer heeft voor zijn slaaf in juridische zin.
Grote delen zijn woordelijk overgenomen uit de Lex Salica.
Totstandkoming onder Childebert I (r. 511-558), Chlotharius I (r. 558–561) en Childebert II (575–595).
- Deel III (Hoofdstuk 57 tot en met 89):

Dit deel bevat bepalingen aangaande het banrecht. Het gaat vooral in op de relatie tussen de koning en diens onderdanen. Zo kan het beledigen of bedreigen van de koning met de doodstraf worden vergolden.
Gedeeltelijke, maar niet woordelijke overname van de Lex Salica. Er zijn vermoedelijk ook andere juridische bronnen voor dit gedeelte gebruikt.
Totstandkoming onder Dagobert I.
Na deze delen volgt een vierde deel, dat vermoedelijk ten tijde van de vroege Karolingen werd bijgevoegd. Het is een lijst met misdaden en bijbehorende straffen. Aangezien dit deel later tot stand is gekomen, is het niet meer echt 'Ripuarisch' te noemen.